# Пономаренко Володимир Миколайович
Володимир Миколайович Пономаренко (нар. 29 жовтня 1972, Миколаїв, Миколаївська область, УРСР) — український футболіст та тренер, грав на позиції півзахисника.
У 1991 році почав грати в очаківському «Маяку». Потім сім років виступав за «Миколаїв». Далі грав у вищій лізі за «Кривбас», донецький «Металург» і «Таврію». Чотири рази ставав бронзовим призером чемпіонату України. Під 19 номером увійшов у 50-ку з найкращих гравців криворізького «Кривбасу» за версією порталу Football.ua. З 2005 року працював у тренерському штабі команди «Кривбас-2». З 2007 року — тренер МФК «Миколаїв».

## Кар'єра гравця
Футболом почав займатися в миколаївській ДЮСШ № 3. Перший тренер Віктор Шеховцев визначив новачкові місце в півзахисті. Через кілька років Пономаренко продовжив навчання в ДЮСШ «Суднобудівник» у Владлена Науменка.
Першою професійною командою Пономаренко в 1991 році став очаківський «Маяк». У 1992 році футболіст був запрошений до головної команди області — миколаївський «Евіс». У цій команді дебютував 1 серпня 1992 року у кубковій грі з «Благо». У першому ж матчі забив свій перший гол за «корабелів», що приніс перемогу миколаївцям з рахунком 2: 1. Через два тижні в домашньому поєдинку з сєвєродонецьким «Хіміком» Пономаренко відкрив рахунок голам у чемпіонатах України. За шість сезонів у Миколаєві став одним з лідерів команди. Двічі визнавався кращим футболістом області (1997 і 1998 роки). Вісім разів виводив команду на поле з капітанською пов'язкою. Найуспішнішим для Пономаренко в складі «корабелів» став сезон 1997/98 років, в якому СК «Миколаїв», так тепер називається команда, з великим відривом від другого місця виграв першу лігу. Після цього успіху четверо лідерів миколаївців — Лавренцов, Бугай, Пономаренко і Забранський — були запрошені в криворізький «Кривбас». Після цієї події протягом наступних майже п'ятнадцять років Пономаренко залишався останнім гравцем «корабелів», який був відпущений з клубу до вищого дивізіону за фінансову компенсацію.

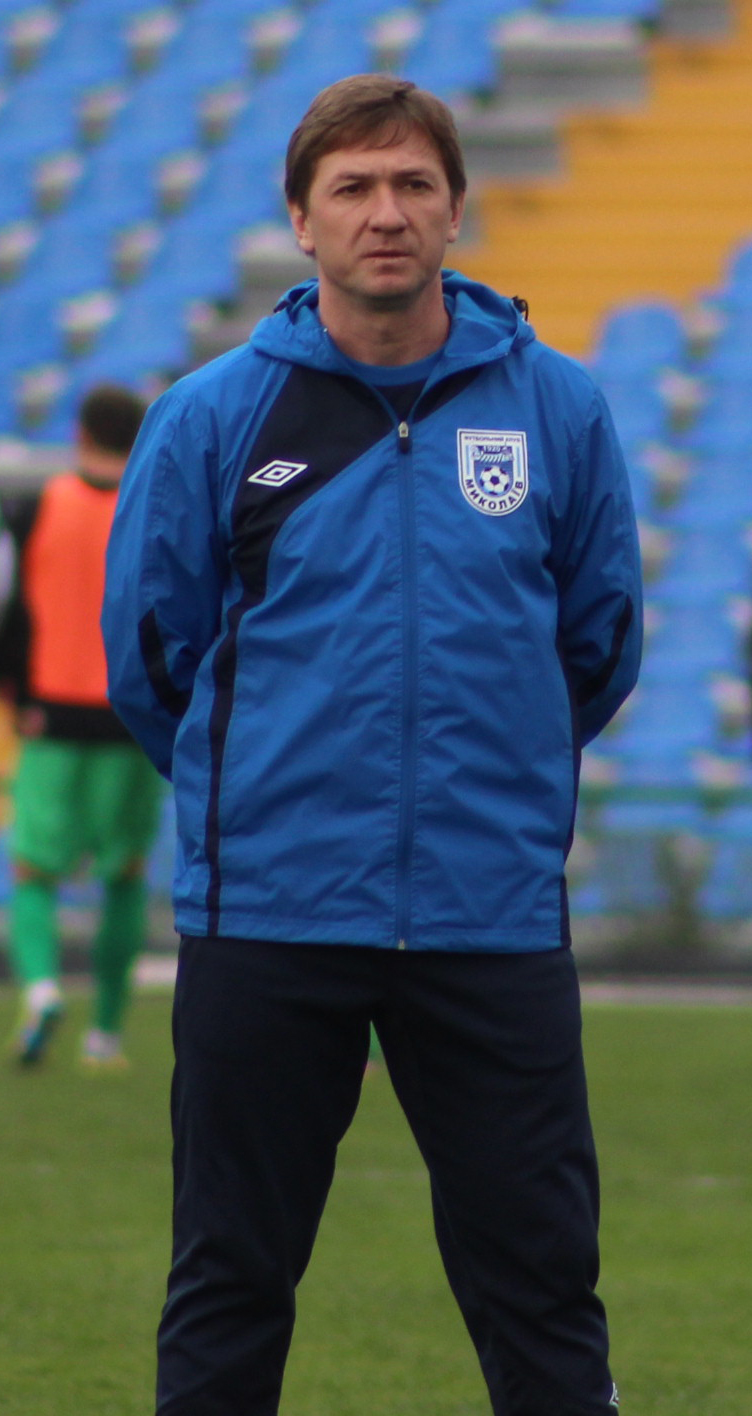
Пономаренко керує тренуванням «Миколаєва»

У липні 1998 року Пономаренко дебютував у криворізькій команді. Колишні миколаївці Лавренцов і Пономаренко стали одними з тих, хто задавав тон у грі «Кривбасу», який став вперше в історії за підсумками сезону бронзовим призером чемпіонату України. Після бронзового успіху «Кривбас» повинен був стартувати в Кубку УЄФА. 12 серпня 1999 року в стадіоні «Металург» у грі з азербайджанським «Шамкіром» на 8-й хвилині матчу Пономаренко відкрив рахунок європейським голам «Кривбасу». У складі «Кривбасу» 2000 року Пономаренко знову завоював бронзові медалі. Всього в криворізькій команді в період з 1998 по 2001 і 2004 роки провів 102 матчі, забив 11 голів.
Взимку 2001 року «Кривбас» почав відчувати фінансові труднощі. Пономаренко перейшов у донецький «Металург». У Донецьку за три сезони додав до своїх досягнень ще дві бронзові медалі чемпіонату України (2002, 2003). У травні 2002 року головний тренер збірної України Леонід Буряк викликав Пономаренко в збірну на турнір LG-cup, який проходив у Москві. Під кінець кар'єри повернувся до «Кривбасу», потім спробував свої сили в «Таврії», а звідти на запрошення Олександра Косевича перейшов на тренерську роботу в «Кривбас-2» як граючий тренер.
У сезоні 2006/07 років повернувся в МФК «Миколаїв» і, зігравши 13 матчів, остаточно перейшов на тренерську роботу. Всього в миколаївській команді провів 234 гри і забив 27 м'ячів.

## Кар'єра тренера
З травня 2007 року з перервами входить до тренерського штабу МФК «Миколаїв». 3 листопада 2013 роки після відставки Олега Федорчука, був призначений виконуючим обов'язки головного тренера МФК «Миколаїв». На цій посаді провів 3 матчі.

## Стиль гри
Василь Гнатюк, оглядач порталу Football.ua, так охарактеризував футболіста: «мобільний, швидкий, вміє на швидкості запросто обіграти декілька суперників. При цьому Володимир добре бачить поле і читає гру: якщо партнер знаходиться у вигідній позиції, то Пономаренко тут же переадресує йому м'яч. Та й сам футболіст при нагоді не проти перевірити надійність воротаря суперника, а екзаменатор з Пономаренко будь здоров! Може і з гри пробити, може і стандартне положення вдало використовувати — майстерності Володимиру не позичати. До того ж, Володимир, якщо треба, зіграє і через не можу, поведе партнерів за собою, вселяючи тим самим надію на успішний результат зустрічі в серця вболівальників».
Олександр Двойнисюк, журналіст газети «Миколаєвські новини», так охарактеризував футболіста: «… хавбека відрізняє в грі невтомність, мобільність, вміння „розкрити“ фланг суперника і зробити точну передачу партнеру. Плюс до всього — висока техніка і відмінно поставлений удар».

## Особисте життя
Одружений. Дружина Олена. Син Олександр грає в футбол в аматорських командах.

## Досягнення
СК «Миколаїв»
- Перша ліга чемпіонату України
  -  Чемпіон (1): 1997/98

Кривбас
- Вища ліга чемпіонату України
  -  Бронзовий призер (2): 1998/99, 1999/2000

«Металург» (Донецьк)
- Вища ліга чемпіонату України
  -  Бронзовий призер (2): 2001/02, 2002/03

## Статистика гравця
| Клуб              | Сезон             | Чемпіонат         | Чемпіонат | Чемпіонат | Кубок | Кубок | Кубок УЄФА | Кубок УЄФА | Загалом | Загалом |
| Клуб              | Сезон             | Р                 | Матчі     | Голи      | Матчі | Голи  | Матчі      | Голи       | Матчі   | Голи    |
| ----------------- | ----------------- | ----------------- | --------- | --------- | ----- | ----- | ---------- | ---------- | ------- | ------- |
| Артанія           | 1991              | ІІІ               | 44        | 2         | —     | —     | —          | —          | 44      | 2       |
| Артанія           | 1992              | ІІ                | 26        | 2         | 1     | 0     | —          | —          | 27      | 2       |
| Артанія           | Загалом           | Загалом           | 70        | 4         | 1     | 0     | 0          | 0          | 71      | 4       |
| Миколаїв          | 1992/93           | ІІ                | 41        | 5         | 4     | 1     | —          | —          | 45      | 6       |
| Миколаїв          | 1993/94           | ІІ                | 38        | 5         | 4     | 0     | —          | —          | 42      | 5       |
| Миколаїв          | 1994/95           | І                 | 30        | 2         | 2     | 3     | —          | —          | 32      | 5       |
| Миколаїв          | 1995/96           | І                 | 31        | 2         | 1     | 0     | —          | —          | 32      | 2       |
| Миколаїв          | 1996/97           | ІІ                | 42        | 7         | 1     | 0     | —          | —          | 43      | 7       |
| Миколаїв          | 1997/98           | ІІ                | 39        | 6         | 3     | 1     | —          | —          | 42      | 7       |
| Миколаїв          | Загалом           | Загалом           | 221       | 27        | 15    | 5     | 0          | 0          | 236     | 32      |
| Кривбас           | 1998/99           | І                 | 27        | 6         | 1     | 0     | —          | —          | 28      | 6       |
| Кривбас           | 1999/00           | І                 | 27        | 0         | 4     | 0     | 4          | 1          | 35      | 1       |
| Кривбас           | 2000/01           | І                 | 18        | 0         | 2     | 0     | 2          | 0          | 22      | 0       |
| Кривбас           | 2001/02           | І                 | 13        | 4         | 4     | 0     | —          | —          | 17      | 4       |
| Кривбас           | Загалом           | Загалом           | 85        | 10        | 11    | 0     | 6          | 1          | 102     | 11      |
| Металург          | 2001/02           | І                 | 12        | 0         | 2     | 0     | —          | —          | 14      | 0       |
| Металург          | 2002/03           | І                 | 25        | 2         | 2     | 0     | —          | —          | 27      | 2       |
| Металург          | 2003/04           | І                 | 7         | 0         | 0     | 0     | 2          | 0          | 9       | 0       |
| Металург          | Загалом           | Загалом           | 44        | 2         | 4     | 0     | 2          | 0          | 50      | 2       |
| Кривбас           | 2003/04           | І                 | 14        | 1         | —     | —     | —          | —          | 0       | 0       |
| Кривбас           | 2004/05           | І                 | 3         | 0         | 1     | 0     | —          | —          | 4       | 0       |
| Кривбас           | Загалом           | Загалом           | 17        | 1         | 1     | 0     | 0          | 0          | 18      | 1       |
| Таврія            | 2004/05           | І                 | 8         | 0         | 4     | 0     | —          | —          | 12      | 0       |
| Таврія            | Загалом           | Загалом           | 8         | 0         | 4     | 0     | 0          | 0          | 12      | 0       |
| Кривбас-2         | 2005/06           | ІІІ               | 24        | 1         | —     | —     | —          | —          | 24      | 1       |
| Кривбас-2         | Загалом           | Загалом           | 24        | 1         | 0     | 0     | 0          | 0          | 24      | 1       |
| Миколаїв          | 2006/07           | ІІ                | 13        | 0         | 1     | 0     | —          | —          | 14      | 0       |
| Миколаїв          | Загалом           | Загалом           | 13        | 0         | 1     | 0     | 0          | 0          | 14      | 0       |
| Усього за кар'єру | Усього за кар'єру | Усього за кар'єру | 482       | 45        | 37    | 5     | 8          | 1          | 527     | 51      |